# MultiCam

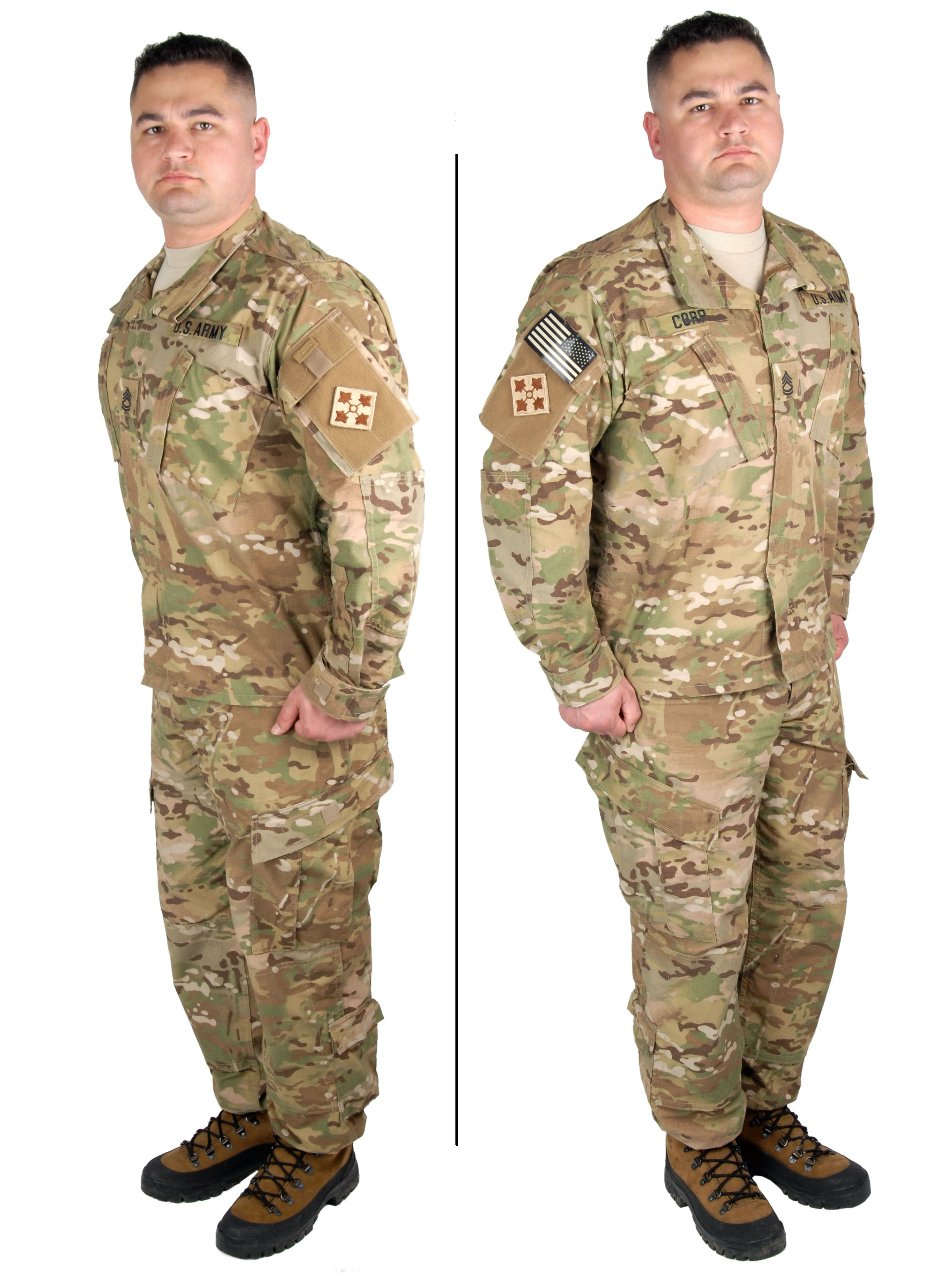
MultiCam-Muster für amerikanische Soldaten in Afghanistan.

Das MultiCam ist ein siebenfarbiges, zunächst als kommerzielle Variante entwickeltes Tarnschema des US-amerikanischen Unternehmens Crye Precision. Das Unternehmen hatte in Zusammenarbeit mit dem United States Army Soldier Systems Center, kurz Natick Labs, bis 2002 ein dem MultiCam sehr ähnliches Tarnmuster unter dem Arbeitstitel „Scorpion“ entwickelt. Mit Musterversionen anderer Konkurrenten sollte „Scorpion“ zu einer Reform der Tarnuniformen für die United States Army beitragen, die im Rahmen der umfassenden Objective-Force-Warrior-Konzeption in das am 23. Juni 2009 eingestellte Future Combat System münden sollte.
Der Regierungsauftrag an Crye Precision lautete, ein Tarnschema zu entwickeln, das die bisherigen Desert- und Woodland-Tarnmuster ersetzen sollte. Die Idee hinter dem neuen Tarnmuster war, es in verschiedenem Terrain, Jahreszeiten, Lichteinwirkungen und unter Infrarot einsetzen zu können, um die Konturen des Soldaten zu verwischen. Da Crye Precision mit seinem Scorpion-Tarnschema nicht gegen das von den Armee-Verantwortlichen bevorzugte Digitaltarnmuster bestehen konnte, das als Universal Camouflage Pattern (UCP) 2005 eingeführt wurde, entschied sich das Unternehmen, aus der Entwicklungsarbeit Profit zu schlagen und eine kommerzielle Version seines Tarnmusters vorzustellen. Dieses Muster, MultiCam genannt, unterschied sich nur geringfügig von dem Scorpion-Schema. Letztendlich fand MultiCam schließlich im Brigade-Combat-Team-Modernization-Programm doch noch ein begrenztes Einsatzgebiet im Rahmen der US-Armee. Mit diesem Programm wurde im Heer der Vereinigten Staaten eine umfassende Modernisierung vorangetrieben. Im Jahr 2010, als sich das zum Gespött der Armee gewordene UCP bereits als völlig unzureichend erwiesen hatte und sich die Erkenntnis durchsetzte, bei der Wahl des Digitaltarnmusters einen Fehler gemacht zu haben, kam es auch unter Druck des US-Kongresses zu einer Neuausschreibung des Tarnschemas. Letztendlich ging das von der Armee favorisierte MultiCam als Sieger aus diesem Wettstreit hervor, wurde noch im selben Jahr im Afghanistankrieg zur Army Combat Uniform eingesetzt und von einigen amerikanischen Special Operation Units genutzt. Auch die British Army verwendet seit 2010 ein auf MultiCam basierendes Multi-Terrain Pattern (MTP) flächendeckend. 
Aufgrund von Uneinigkeiten über die Druckgebühren wurden die Verhandlungen mit Crye Precision zum MultiCam jedoch wieder beendet. Die Verantwortlichen der US-Armee griffen daraufhin auf das alte Scorpion-Schema zurück, auf das sie als Mitentwickler über die Natick Labs die Rechte besaßen. Unter dem Arbeitstitel „Scorpion W2“ wurde das Muster leicht überarbeitet und als Operational Camouflage Pattern (OCP) ab 1. Juli 2015 eingeführt.